# Gabriele Lorenzi
Gabriele Lorenzi (Livorno, 3 luglio 1942) è un tastierista italiano.

## Biografia
Gabriele Lorenzi è un tastierista del rock progressivo italiano che oltre a vantare partecipazioni importanti, come ad esempio quella con Lucio Battisti, è uno dei fondatori della Formula 3.
La carriera di Gabriele Lorenzi inizia a Livorno esibendosi con Beppe Cardile al Boschetto di Varazze e nel 1959 con la formazione de I Samurai. Tramite Tony De Vita ottennero un contratto con la Italdisc, per la quale pubblicarono il primo singolo con La novia e Da-da-un-pa. Il secondo singolo, Dies Irae, ebbe invece come voce Andrea Giordana.
Nel 1967 passa ai Camaleonti per sostituire Mario Lavezzi, in partenza per il servizio militare e successivamente entrato come autore alla Numero Uno. Nei Camaleonti registra quasi tutti i brani del terzo album Io per lei, come Applausi o Diario di Anna Frank, ma escludendo L'ora dell'amore già registrata da Lavezzi. Inoltre registra le basi dell'album Casa bianca di Don Backy.
Nel 1969 con Alberto Radius (chitarre e voce) e Tony Cicco (batteria e voce) forma la Formula 3, che fu il primo complesso a entrare nell'etichetta discografica Numero Uno con Lucio Battisti come produttore e con il quale fanno due serie di concerti nel 1969 e nel 1970.

Il primo album della Formula 3, Dies Irae, esce nel 1970, con brani di Battisti e Mogol quali Questo folle sentimento, Sole giallo sole nero, Non è Francesca, Perché... perché ti amo e Se non è amore cos'è?. Sempre nel 1970, esce Io ritorno solo, mai inserito in alcun album ma pubblicato solo su singolo. Nel 1971 c'è la partecipazione al Festival di Sanremo con La folle corsa, anch'esso mai inserito in alcun album ma pubblicato solo su singolo.
Anche il secondo album della Formula 3, dal titolo omonimo, che esce nel 1971, presenta brani di Battisti e Mogol come Un papavero, Vendo casa, Il vento, Eppur mi son scordato di te e Nessuno nessuno. Delle ultime due vengono pubblicate versioni in lingua spagnola per il mercato sudamericano e, nel 1972, il gruppo vince il Festival Rock di Rio de Janeiro in Brasile.
Il 23 aprile dello stesso anno fa parte del gruppo di musicisti che accompagna il cantautore reatino e Mina nella loro storica esibizione a Teatro 10. 
Erano i cinque amici da Milano che Battisti aveva portato con sè a Roma, tramite viaggio in treno. Gli altri 4 erano Gianni Dall'Aglio (batteria), Angel Salvador (basso), Massimo Luca (chitarra acustica) ed Eugenio Guarraia (seconda chitarra, elettrica). Dal terzo album del 1972, dal titolo Sognando e risognando inizia un progressivo allontanamento della Formula 3 da Lucio Battisti, che prosegue attraverso il quarto album del 1973, dal titolo La grande casa, fino a che, alla fine del 1973, si inizia a pensare ad un ampliamento della Formula 3 da tre a sei elementi, con Mogol che porta a formare un nuovo gruppo, Il Volo, nel 1974, formato da Gabriele Lorenzi, Alberto Radius, Mario Lavezzi, Gianni Dall'Aglio, Bob Callero e Vince Tempera.

Nel 1974 viene registrato il primo album del Volo con testi di Mogol, mentre il secondo è quasi interamente strumentale a causa di dissidi tra Mogol ed Alberto Radius.
Nel 1975 il Volo inizia le registrazioni per il nuovo album di Lucio Battisti, che però non è soddisfatto del risultato e salva nel futuro album Lucio Battisti, la batteria, il contrabbasso, eccetera il solo brano Io ti venderei.
Nel 1975 Gabriele Lorenzi lascia Il Volo per seguire la tournée europea di Demis Roussos. Ha numerose partecipazioni, come quella con Bruno Lauzi nell'album Genova per noi.
Nel 1990 partecipa anche alla ricostituzione della Formula 3, che lascia nel 1992 dopo aver inciso altri 3 long playing: "1990" (1990), "King Kong" (1991), "Frammenti Rosa" (1992).
Nel 2016 crea la Formula 2016, progetto che lo rivede ripercorrere e riproporre il suo grande passato Musicale ma anche  proponendo nuovo materiale avvalendosi della collaborazione di molti musicisti e registrando questo nuovo materiale presso lo studio di registrazione del figlio Dedo

## Discografia
Dischi di artisti o gruppi ai quali Gabriele Lorenzi ha contribuito:

### Singoli
I Samurai:
- 1961 – Da-da-un-pa / La Novia (Italdisc)
- 1967 – Dies irae / Sempre più solo (Jolly)

Formula 3:
- 1969 – Questo folle sentimento / Avevo una bambola (Numero Uno)
- 1970 – Sole giallo sole nero / Se non è amore cos'è? (Numero Uno)
- 1970 – Io ritorno solo / Nanananò (Numero Uno)
- 1971 – La folle corsa (pt.1) / La folle corsa (pt.2) (Numero Uno)
- 1971 – Nessuno nessuno / Eppur mi son scordato di te (Numero Uno)
- 1972 – Sognando e risognando / Storia di un uomo e di una donna (Numero Uno)
- 1973 – La ciliegia non è di plastica / Cara Giovanna (Numero Uno)
- 1973 – Rapsodia di Radius / Bambina sbagliata (Numero Uno)

### Album
Camaleonti:
- 1968 – Io per lei (CBS)

Don Backy:
- 1968 – Casa bianca (Clan Celentano)

Formula 3
- 1970 – Dies Irae (Numero Uno)
- 1971 – Formula 3 (Numero Uno)
- 1972 – Sognando e risognando (Numero Uno)
- 1973 – La grande casa (Numero Uno)
- 1990 – 1990 (Numero Uno)
- 1991 – King Kong (RCA Italiana)
- 1992 – Frammenti rosa (Durium)

Il Volo:
- 1974 – Il Volo (Numero Uno)
- 1975 – Essere o non essere? Essere! Essere! Essere! (Numero Uno)

Lucio Battisti
- 1970 – Lucio Battisti Vol. 2
- 1970 – Emozioni
- 1972 – Il mio canto libero (Numero Uno)
- 1976 – Lucio Battisti, la batteria, il contrabbasso, eccetera (Numero Uno)

Bruno Lauzi
- 1974 – Lauzi oggi (Numero Uno)
- 1975 – Genova per noi (Numero Uno)